# Танзанийская древесница
Танзанийская древесница (лат. Leptopelis vermiculatus) — вид земноводных из семейства пискуньи. 
Общая длина достигает 3,9—8,5 см. Это одна из крупнейших лягушек Африки. Наблюдается половой диморфизм — самки крупнее самцов. Голова среднего размера, морда треугольная. Глаза большие, навыкате. Туловище крепкое. Перепонки между пальцами задних лап хорошо развиты. Барабанная перепонка большая.
Существуют две цветовые вариации. У первой морфы особи окрашены в ярко-зелёный цвет с чёрным сетчатым рисунком и мраморным чёрно-белым орнаментом по бокам. У второй морфы на светло-коричневом или бежевом фоне спины присутствует более тёмный треугольник с широким основанием у крестца и вершиной, направленной к голове, а между глазами имеется тёмная перепонка или пятно.
Молодые особи и некоторые самцы имеют первый тип окраски, в то время как все самки и часть самцов относятся ко второму типу.
Любит тропические леса нижнего и среднего пояса гор. Обычно придерживается берегов водоёмов, часто встречается на ветвях деревьев, свисающих над водой. Встречается на высоте 900-1800 метров над уровнем моря. Активна ночью. Питается насекомыми.
Размножение происходит во время сезона дождей. Самка закапывает яйца в почву. У этого вида головастики выходят из яиц в воду, где происходит метаморфоз.
Вид обитает в горных системах Усамбара и Рунгве в Танзании.